# 尚寨土家族乡
尚寨土家族乡是中华人民共和国贵州省黔东南苗族侗族自治州镇远县下辖的一个民族乡。

## 行政区划
尚寨土家族乡下辖以下村级行政区划单位：
尚寨村、律令村、丰收村和大河村。